# Giuseppe Levati
Giuseppe Levati, né en 1739 à Concorezzo et mort en 1828 à Milan, est un peintre et dessinateur italien de la période du baroque tardif et du néoclassicisme.

## Biographie
Giuseppe Levati naît le 19 mars 1739 à Concorezzo près de Milan,. Fils de menuisier, il fait preuve d'un grand talent pour l'art dès son plus jeune âge.
Un jour[évasif], il arrive avec son père dans une maison où un habile peintre est occupé à décorer une pièce. Quand le garçon est seul, il essaye d'imiter les dessins du peintre avec un fusain sur le mur. Il le fait si habilement que le peintre de retour est étonné de ces copies. Lorsqu'il voit en ce garçon un dessinateur, le peintre persuade son père de lui laisser le fils pour qu'il puisse se perfectionner. Giuseppe Levati commence alors à apprendre l'art de l'artisanat. Il réussit à obtenir une copie d'Ordini di architettura de Barozzi et l'étudie avec beaucoup de zèle et dessine selon les règles qu'elle contient. Barozzi a été suivi par d'autres maîtres, à savoir les œuvres de Palladio, Serlio, le plus récent Barbaro, Giampietro Zanotti, et s'il se familiarise avec la théorie de la perspective à partir des œuvres les plus remarquables qui s'y rapportent, il met également en pratique les règles qu'il a apprises, fait des expériences toujours nouvelles et atteint rapidement une maîtrise peu commune. Un cabinet qu'il peint dans une maison attire d'abord l'attention des connaisseurs et des amateurs d'art sur le jeune peintre en herbe compétent, et maintenant il submergé de commandes. La noblesse veut que ses villas soient peintes par lui. Parmi les plus belles œuvres de cette époque, on peut citer les peintures de la villa des Seigneurs de Litta, à Lainate, où il est également responsable d'une partie de la décoration du palais, de l'exécution des grottes, des mosaïques et des fontaines. Après que l'archiduc Ferdinand, alors gouverneur de Lombardie, ait commandé l'achèvement du palais des archiducs de Milan et du château de Monza, Giuseppe Levati est chargé de décorer l'intérieur des deux, et là encore, il prouve sa réputation de maître dans ce type de peinture. À Monza, c'est surtout la chambre à coucher de l'archiduchesse Marie Béatrice d'Este, dans laquelle il peint la voûte avec une telle duperie que, même en s'approchant, on croit avoir une vraie voûte devant soi, et ce n'est qu'en touchant le mur plat qu'on est convaincu de la tromperie produite par l'art. Lorsque l'empereur Paul de Russie, qui voyage alors à travers l'Italie sous le nom d'un comte du Nord, voit cette chambre, il en fait faire une copie exacte par l'artiste, afin d'exécuter ensuite un tableau similaire dans son palais de Saint-Pétersbourg. Giuseppe Levati avait déjà progressé depuis des années quand, en 1802, le gouvernement cisalpin lui confie la direction de l'école de perspective qu'il avait créée à l'académie des beaux-arts de Milan. Giuseppe Levati est alors chargé de son poste d'enseignant et le conserve lorsque la Lombardie redevient autrichienne. Cependant, en raison de son âge avancé, il reçoit l'aide d'un adjoint. Pour ses conférences, il rédige un manuel spécial sur la perspective, dans lequel il traite non seulement des principes des meilleurs maîtres avec clarté et expertise, mais aussi de ses propres expériences et des multiples expériences dans ce domaine. C'est notamment la doctrine de l'ombre, qu'il traite avec beaucoup de détails et qui est étayée par les expériences les plus intéressantes. Ses œuvres sont très nombreuses, et en plus de celles exécutées dans la réalité, il réalise un grand nombre d'esquisses scéniques et architecturales de maisons, de villas et de terrains à la craie rouge, à la plume et à l'aquarelle, d'où une inventivité rare et immensément riche. La plupart de ses œuvres architecturales se trouvent dans les églises de Milan, dont les autels de Santa Maria del Carmine, Santa Maria Segreta, de nombreuses chapelles de Santo Stefano et une de San Babilo sont particulièrement remarquables. En tant que professeur compétent, Giuseppe Levati éduque également de nombreux élèves excellents et Perego, Sanquirico[Lequel ?], Gilardi[Lequel ?], Peverelli, Besia, Moraglia, Alvisetti, Francesco Durelli sortent de son école. Ce dernier lui  succède dans le poste d'enseignant qu'il occupait. Giuseppe Levati reste actif dans la profession d'enseignant jusqu'à deux ans avant sa mort. Il meurt le 28 décembre 1828 à Milan. Seule une blessure au pied, causée par un morceau de marbre qui s'était effondré lorsqu'il avait dirigé l'installation d'un autel à Santo Stefano, et qui lui rendait la marche difficile, l'avait obligé à cesser l'exercice de la fonction d'enseignant.